# Tecnología informática
La Tecnología Informática (IT), según lo definido por la Asociación de la Tecnología Informática de Estados Unidos (ITAA por sus siglas en inglés), es: el estudio, diseño, desarrollo, innovación puesta en práctica, ayuda o gerencia de los sistemas informáticos computarizados, particularmente usos del software. En general, del uso de computadoras y del software electrónico, así como de convertir, almacenar, proteger, procesar, transmitir y de recuperar la información. Que también se llama un conjunto de técnicas y procedimientos que se diseñaron para solucionar un determinado problema. Con el fin de lograr los resultados deseados, es fundamental implementar herramientas que puedan ser totalmente integradas a la gerencia IT. Todo se ha ido generando mediante sus herramientas para el entorno del ser humano.
La tecnología informática abarca muchos aspectos referidos a la computadora y la tecnología informática. El paraguas de la tecnología informática puede ser grande, cubriendo muchos campos. Los profesionales realizan una variedad de deberes que se pueden extender desde instalar usos a diseñar redes de ordenadores hasta bases de datos complejas. Esta área facilitara la administración de la información y la tecnología utilizada para el manejo de dichos datos, asegurando el acceso a los mismos desde todos los sectores de las compañías. Algunos de los deberes que los profesionales, Ingenieros e Ingenieros Técnicos en Informática realizan, pueden incluir: 
- Gerencia de datos
- Establecimiento de redes informáticas
- Diseño de los sistemas de la base de datos
- Diseño del software
- Sistemas de información de gerencia
- Gerencia de sistemas

Hay
Una lista más extensa de asuntos relacionados se proporciona abajo,
y desarrollar aún más el mundo de la tecnología.
Los grandes imaginarios con respecto a la Educación en Tecnología van de la mano con poca claridad en los conceptos propios del área y por consiguiente generan confusiones tales como asumirla como educación artística, ciencias aplicadas, informática o computación, dejando de largo el inmenso potencial para la potenciación de la inventiva y en general del pensamiento Tecnológico.
La tecnología de informática (TI) incluye los productos que almacenan, procesan, transmiten, convierten, copian o reciben información electrónica.Estableciendo pautas necesarias para la implementación de un sistema de información, ya que se encuentra bajo la supervisión y evaluación constante de la gerencia IT. En la legislación federal el término tecnología electrónica y de informática (E&IT) es el que normalmente se utiliza. Ejemplos de IT pueden ser: programas para aplicaciones específicas, sistemas operacionales, sistemas de informática y aplicaciones basadas en la red, teléfonos y otros medios de telecomunicación, aparatoos textos electrónicos, programas de instrucción, correo electrónico, programas para intercambiar conversaciones en línea y programas de enseñanza a distancia son también considerados ejemplos de tecnología de informática.
Hay una variedad de ramas de la informática que son:
1. Tecnología de la información: La tecnología de la información (TI) es la rama más importante de la informática y se refiere al uso de cualquier ordenador, sistema de almacenaje, redes y otros dispositivos mecánicos, medios y métodos para fundar, resolver, recolectar, resguardar e intercambiar todos los tipos y formas de información electrónica.
2. Cibernética: Esta rama de la informática se refiere a la ciencia de proveer una solución para un problema en específico, respecto a la comunicación entre personas, animales o dispositivos.
3. Robótica: La robótica es la rama de la informática que se encargan del diseño, ensamblaje y operaciones de los robots. Los robots son máquinas con cierto grado de inteligencia que pueden programarse para actuar tareas a un nivel parecido al de los humanos, con el fin de automatizar algún proceso.
4. Computación: Es la rama de la informática que está orientada a la creación de computadoras para lograr un objetivo específico. Mediante la computación se originan tecnologías computacionales como los sistemas operativos y los programas de word
5. Ofimática: Se refiere a la automatización de los procesos mediante los cuales se produce, almacena, protege y comparte información dentro del sector empresarial.
6. Telemática: La telemática se refiere a la combinación entre las telecomunicaciones y la informática. Se define como la emisión, aceptación y acopio de información entre dos dispositivos móviles.

## Organizaciones de la industria
La tecnología de la informática del mundo y la alianza de los servicios (SAGITA) es un consorcio sobre 60 asociaciones de la industria de la tecnología informática (IT) de economías alrededor del mundo. Fundado adentro 1978 y conocido originalmente como la asociación de la industria de servicios del mundo que computaba, WITSA ha asumido cada vez más un papel activo de la defensa en las ediciones internacionales del orden público que afectaban la creación de una infraestructura de datos global robusta.
La asociación de la tecnología informática de América (ITAA) es un grupo comercial de la industria para varias compañías de la tecnología informática de los EE. UU.
Fundado en 1961 como la asociación de las organizaciones de servicios de proceso de datos (ADAPSO), la asociación de la tecnología informática de América (ITAA) proporciona el orden público global, el establecimiento de una red del negocio, y la dirección nacional para promover el crecimiento rápido continuado del IT industrial. ITAA consiste en aproximadamente 325 miembros corporativos a través de los EE. UU., es secretaria de la tecnología informática del mundo y mantiene la alianza (WITSA), una red global de IT de los 67 países asociados.

## Industrias dependientes
Aunque muchas organizaciones dependen mucho de IT para conseguir su trabajo hecho, las industrias siguientes son directamente dependientes en IT. 
- Computación
- Software
- Consultoría de la tecnología informática
- La tecnología informática con servicios
- Outsourcing de proceso del negocio
- Hardware

La tecnología informática, como su nombre lo indica, se basa en el estudio, el desarrollo y la práctica de sistemas informáticos, facilitando el manejo de información de las empresas refiriéndose al uso de software y el hardware, lo que se puede definir brevemente dentro del mundo de las computadoras, ya que por ende, la tecnología informática se ocupa de los procesos y actividades que influyen directamente en la sociedad. No obstante, como se puede ver en los últimos años el avance exponencial de la tecnología ha permitido extender sus plataformas a lo que respecta la computadora. Tengamos en cuenta que detrás de cada nuevo equipamiento, detrás de cada tarea que sea desarrollada por el software, se encuentra la tecnología, permitiendo un mejor uso y manejo de sus herramientas.
Y facilitar de esta manera al hombre los trabajos más arduos. 
- Datos: Q7692346